# 新魯狼
新魯狼（Cynodesmus）生存於3330-2630萬年前北美洲已滅絕的犬科。
新魯狼長1米，是似狗的初期犬科之一。牠可能像現今的郊狼，但頭顱骨較短、尾巴較粗及臀部較長。新魯狼對比其他的犬科並非奔跑的能手，牠可能是伏擊獵物的。牠可能像貓科般能伸縮爪。

## 分類
新魯狼屬曾包括了漸新世至中新世有高度肉食性齒列的不同物種。1994年的修正中將一些與模式種C. thooides無關的物種剔除。這些物種被分類到Carpocyon、Desmocyon、Leptocyon、Metatomarctus、Osbornodon、Otarocyon、Paracynarctus、Paratomarctus及貪犬屬中。當中只有Osbornodon同是屬於古犬亞科的。餘下的屬中被分類在犬科及恐犬亞科中。故此，新魯狼屬中現只餘下模式種及接近的C. martini。
研究指新魯狼是Tomarctus的祖先，而狼、狗、狐及耳廓狐正是從Tomarctus演化而來。新魯狼是趨同演化的例子，因為其他如恐犬的物種都是從牠演化的。